# Anasyrma

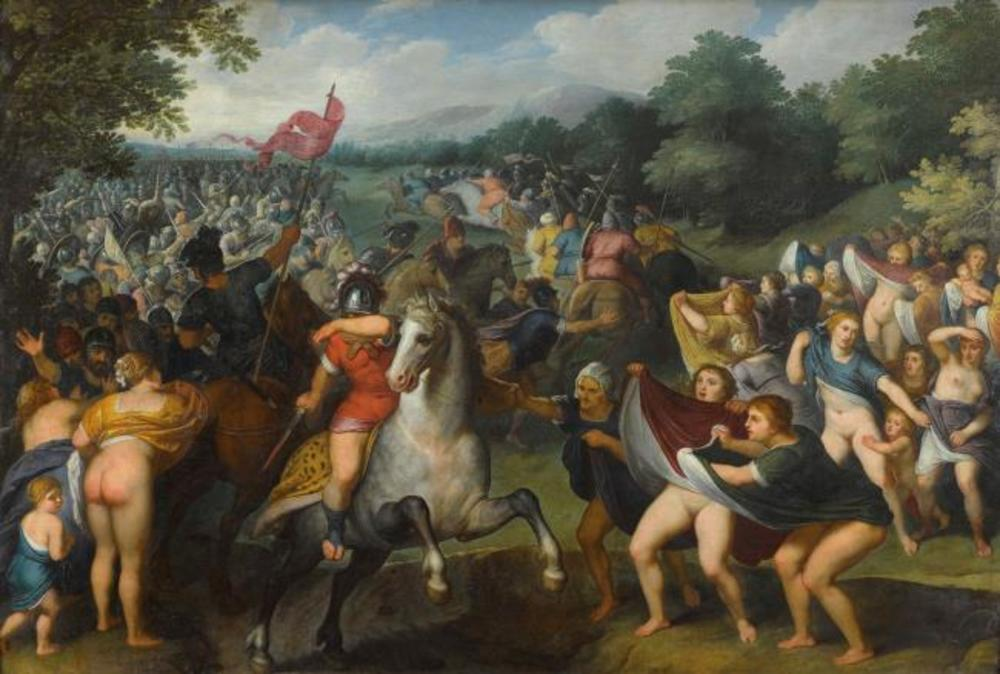
De moed van de Perzische vrouwen.(Schilderij Otto van Veen)

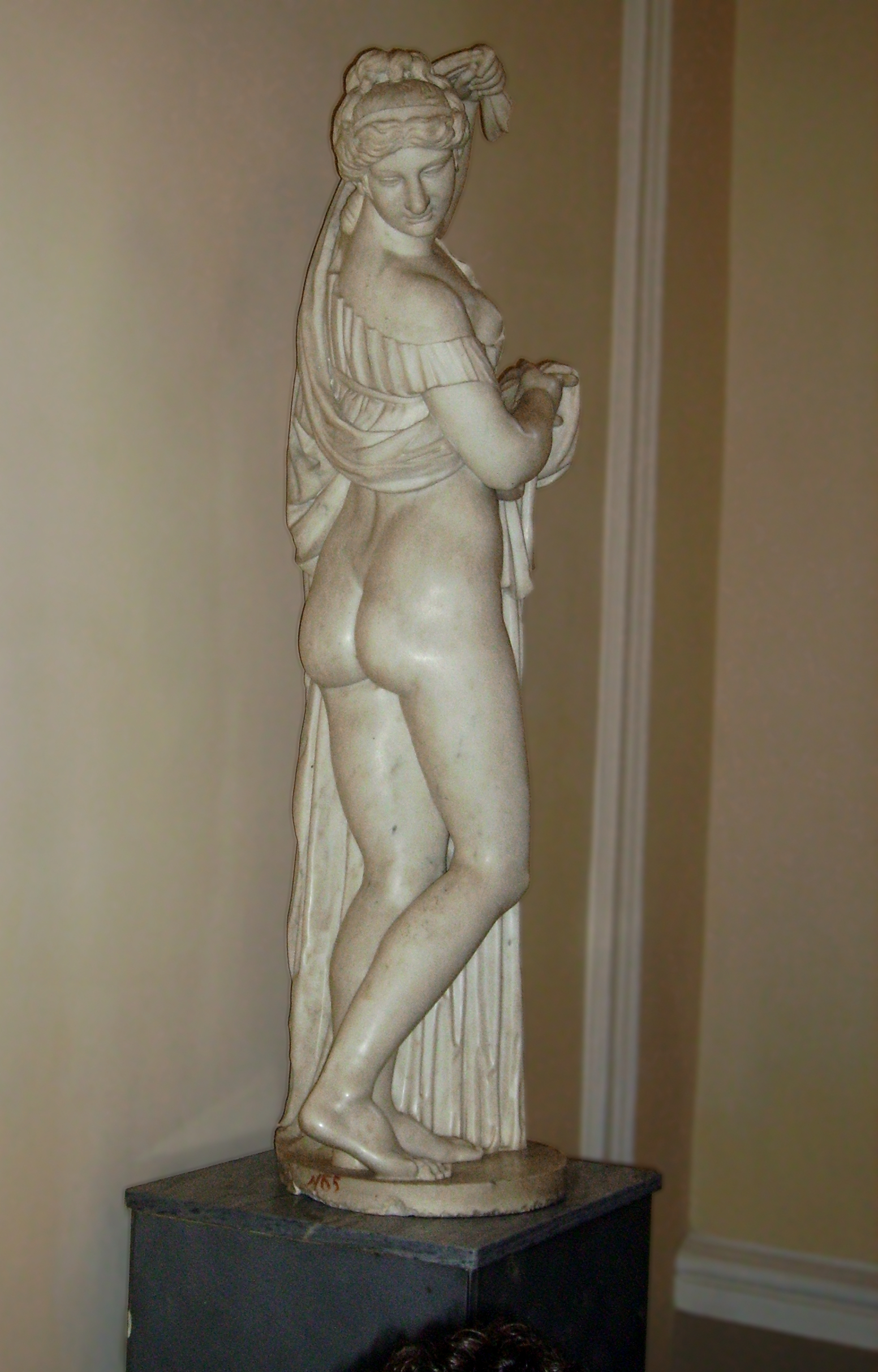
Aphrodite toont haar billen.

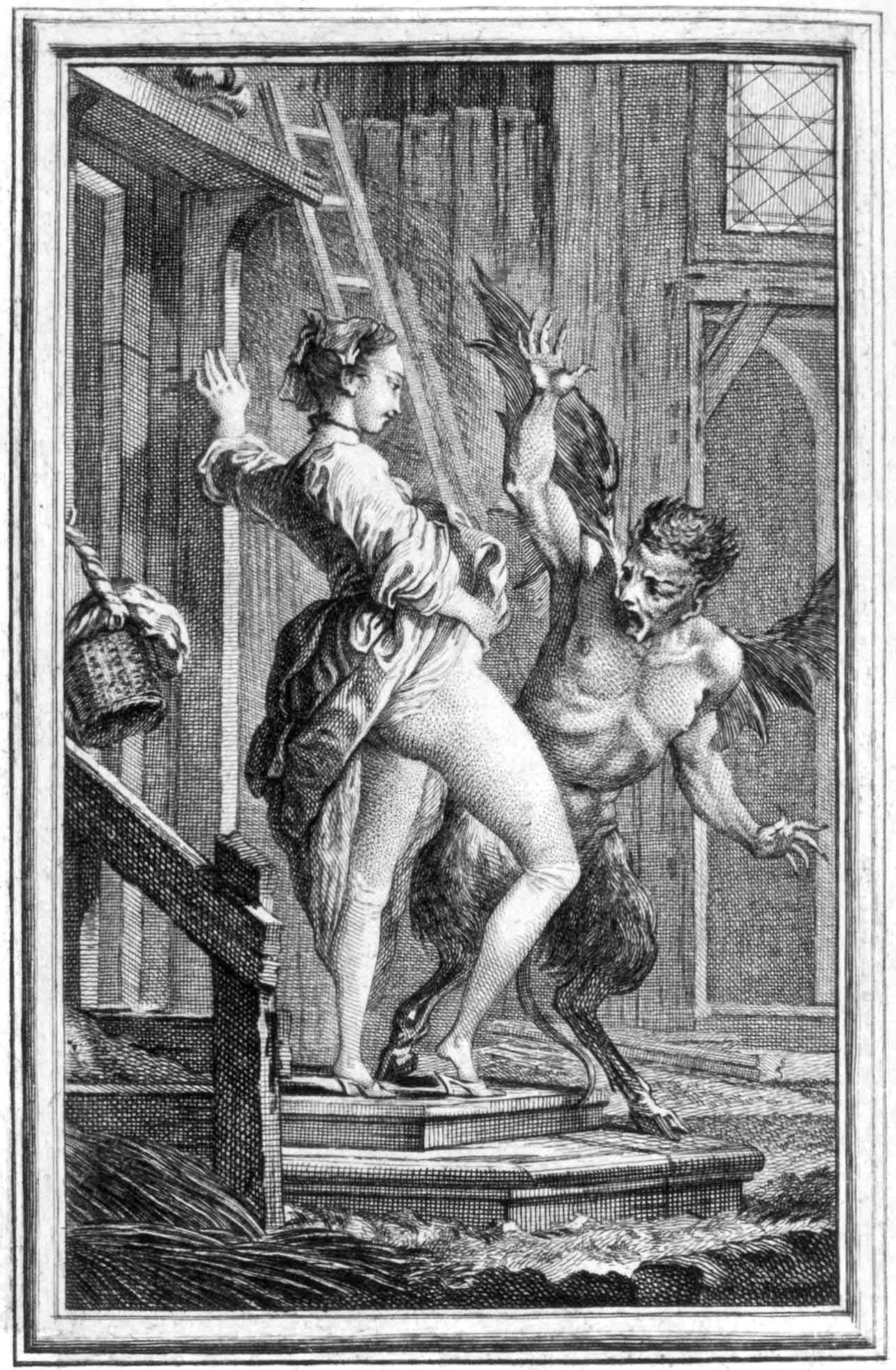
De ontblote vulva laat de demon schrikken. (Een Baubo-figuratie van Jean de La Fontaine)

Anasyrma is de handeling van het omhoog tillen van een rok. Het wordt door een vrouw uitgevoerd met de bedoeling haar ontblote onderlichaam te tonen. Dit kan worden gedaan in een cult-magische context, als erotische handeling of als grap om anderen te laten terugdeinzen, te schokkeren, dan wel te laten lachen. Ook het ontbloten van borsten (flashing) kan het effect hebben dat met anasyrma kan worden bereikt.
Het woord anasyrma komt uit het Oudgrieks “ἀνάσυρμα”. Hierbij betekent  ἀνά (ana) "omhoog” en σύρμα (syrma) "rok".

## Mythen
Volgens mythen kon het opheffen van de rok om geslachtsdelen te tonen een apotropeische daad zijn. De kracht van anasyrma zou dan de overweldigende weerspiegeling zijn van de plek waar geboortes plaatsvinden. Veel culturen geloven in de heiligheid van de vulva. Aanvallers worden geacht liever te vluchten  dan de oerkracht onder ogen zien. Soms zou de handeling zelfs de kracht hebben stormen te onderdrukken.

### Griekse oudheid
In de Homerische hymnen treurt de godin Demeter om haar dochter Persephone, die ontvoerd werd door Hades de god van de onderwereld. De oude vrouw Baubo – bekend om haar dans en haar ongeremde seksualiteit – maakt Demeter aan het lachen door haar rok op te tillen en haar vulva te tonen. Op de jaarlijkse Thesmophoria – feesten in het Oude Griekenland ter ere van Demeter en haar dochters – vierden vrouwen de nagedachtenis aan het voorval door hun geslachtsdelen te tonen.
De Griekse historicus Herodotus verwijst in zijn Historiën naar het ritueel dat vrouwen uitvoerden als ze naar de Egyptische stad Bubastis voeren voor een van hun vele feesten.
"Als de mensen op weg zijn over de rivier naar Bubastis, doen ze dat met een groot aantal mannen en vrouwen in elke boot. Sommige vrouwen maken lawaai met ratels, anderen spelen fluit, terwijl de rest van de vrouwen en mannen zingen en in hun handen klappen. Wanneer ze langs een stad varen sturen ze de boot richting de oever. Sommige vrouwen bespotten de vrouwen van die stad. Anderen dansen en heffen hun rokken op. Dit doen ze bij elke stad die zij passeren."
In de Griekse mythe van Bellerophon wordt verhaald dat Bellerophon samen met Poseidon de stad Xanthos aanviel. Poseidon nam een enorme massa water mee om de stad te laten overstromen. Toen de vrouwen het naderende water zagen, trokken zij hun rokken op. Hun ontblote onderlichamen deden de beide goden schrikken waarop die – en het naderende water – zich terugtrokken.

### Egyptische oudheid
Zonnegod Ra – na een lange dag te hebben moeten oordelen over de rivaliserende Horus en Seth – keert geïrriteerd naar zijn tent terug om te rusten.
De godin Hathor (ook wel geassocieerd met geboorte en de vulva) gaat naar Ra toe, heft haar rok op en toont haar onderlichaam aan hem. Deze actie brengt Ra aan het lachen waardoor zijn humeur opfleurde en hij vervolgens weer aan het werk kon.

### Japan
Het ritueel van anasyrma komt ook voor in een Japanse mythe.
De Japanse zonnegodin Amaterasu had zich in woede teruggetrokken in een grot. Om haar weer naar buiten te krijgen voerde Ame-no-Uzume-no-Mikoto, de godin van de dageraad en de lach, voor de andere goden die buiten de grot wachtten een erotische dans uit waarbij zij haar rok uittrok. Op het tumult en gelach kwam Amaterasu uit nieuwsgierigheid weer naar buiten.

### Ierland

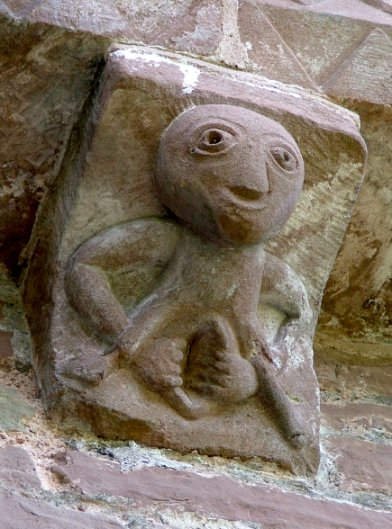
Sheela na Gig aan een kerk in Kilpeck, Verenigd Koninkrijk

Een sheela na gig (verengelsing van síle na gcíoch of síghle na gcíoch) is een (Keltische) sculptuur van een vrouw – staand, gehurkt of dansend – die haar vagina toont en daarbij de schaamlippen expressief opzij houdt. Hier gaat het om de kracht en eerbied voor de vulva. Het beeldje kan vruchtbaarheid impliceren zoals bij venusbeeldjes, maar ook kwade geesten vervloeken, of het buiten houden van duivels en demonen.
Dergelijke sculpturen zijn overigens in meerdere Europese landen gevonden.
Volgens volkstradities in de 19e en 20e eeuw, waren er vrouwen die optraden als levende sheelas na gig. In 1843 vermeldde Johann Georg Kohl dit in zijn onderzoek. Hij beschreef dat deze vrouwen een in de ban van het boze oog gevangen persoon trachtten te genezen door hun rokken op te tillen en hun naaktheid te tonen.
Cú Chulainn – een halfgod uit de Ierse mythologie - wordt tijdens een van zijn driftbuien op aangeven van koningin Mugain door vrouwen omringd. Als deze hun lichaam ontbloten wendt de – nog zeer jonge – halfgod zijn ogen af en kunnen zijn krijgers hem tot bedaren brengen.